# عطر گیسو
 عطر گیسو نام یک آلبوم موسیقی اثر  امین الله رشیدی، هنرمند ایرانی است که در سبک  سنتی تهیه شده و دارای ۱۱ آهنگ است. 

## فهرست آهنگ‌ها
| ردیف | آهنگ           |
| ۱    | بی فروغ مهر    |
| ۲    | آینهٔ پندار     |
| ۳    | افسانه         |
| ۴    | اشک            |
| ۵    | عطر گیسو       |
| ۶    | چشم به‌راه      |
| ۷    | کیستم من       |
| ۸    | نگاهی به ابرها |
| ۹    | سپیده          |
| ۱۰   | شکوفه          |
| ۱۱   | ساز و آواز     |